# فلم مافيا
فيلم العصابات أو فيلم المافيا هي نوع من أفلام الجريمة، وغالبا ما تكون خاصة مع المافيا. تظهر خاصة في أفلام الغوغاء.
وتشمل الاختلافات في أفلام المافيا على المنطقة أو الإقليم فيظهر في إيطاليا أفلام بوليزيوتشي الإيطالية، وفي الصين أفلام ثالوث الصينية وفي اليابان أفلام ياكوزا اليابانية.

## التاريخ

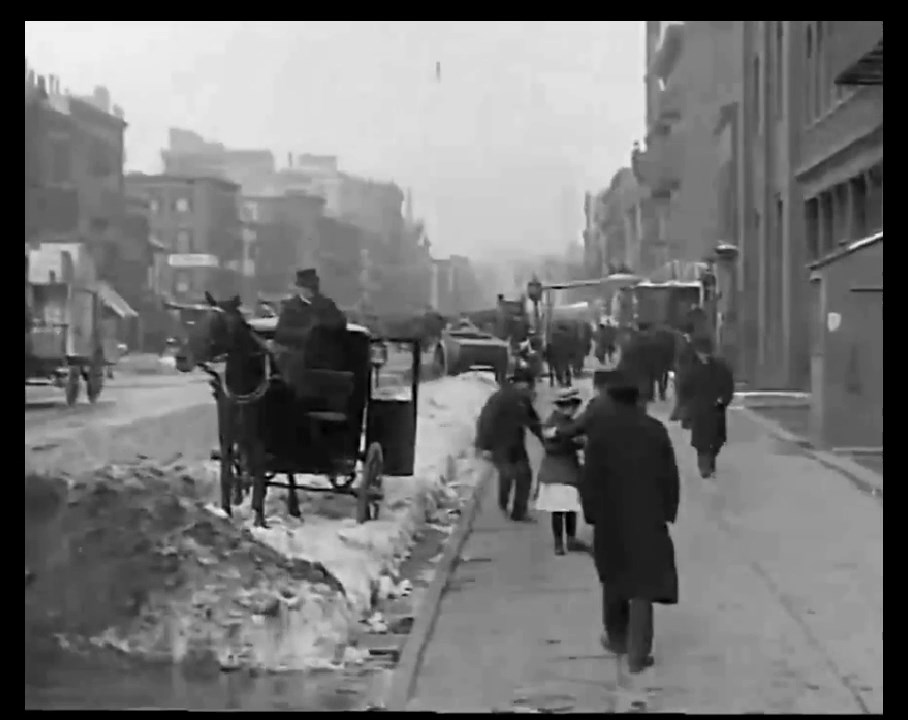
فيلم اليد السوداء

يعتقد أن الفيلم الأمريكي اليد السوداء (بالإنجليزية: The Black Hand) الذي إنتج عام 1906 هو أقدم فيلم عصابات على قيد الحياة. وفي عام 1912 أنتج ديفيد غريفيث فيلم الفرسان من زقاق الخنزير (بالإنجليزية: The Musketeers of Pig Alley)، وهو فيلم درامي قصير عن الجريمة في شوارع نيويورك ويشاع أنه شمل الفيلم رجال العصابات الحقيقية في نيويورك. كما أشار النقاد إلى فيلم التجديد (بالإنجليزية: Regeneration) الذي أنتج عام 1915 باعتباره فيلم عن الجريمة المبكرة

### عقد الثلاثينات

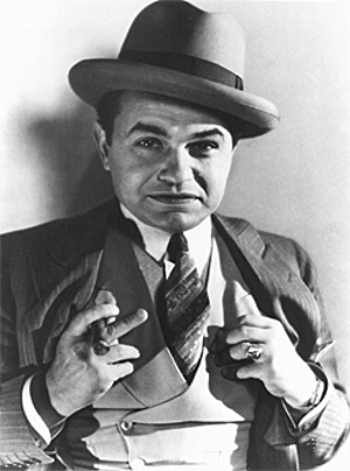
إدوارد روبنسون في فيلم ليتل سيزار في الثلاثينات من القرن العشرين

شهدت السنوات 1931 و1932 أفلام عصابات تنتج من ثلاثة أماكن: وارنر برذرز. ليتل سيزار و"العدو العام"، التي جعلت الممثلين إدوارد روبنسون وجيمس كاغني وهوارد هوكس وبطل فيلم الوجه ذو الندبة الذي أنتج عام 1932 بول موني أبرز أشخاص على الشاشة الأمريكية، فيلم الوجه ذو الندبة قام بعرض تحليل نفسي مظلم لخيال آل كابوني، سجلت هذه الأفلام ارتفاع سريع، وسقوط سريع على شباك التذاكر، ويمثل هذا النوع من أفلام العصابات في أنقى صورته، فتم تمثيل هذه الأفلام قبل التغير الأخلاقي في الأفلام الأمريكية.
وفي هذه الأفلام كانت العصابات في نهاية الفيلم تواجه سقوط عنيف لذلك كان يتم التذكير للمشاهدين قبل بداية الفيلم بوجود عواقب للجريمة

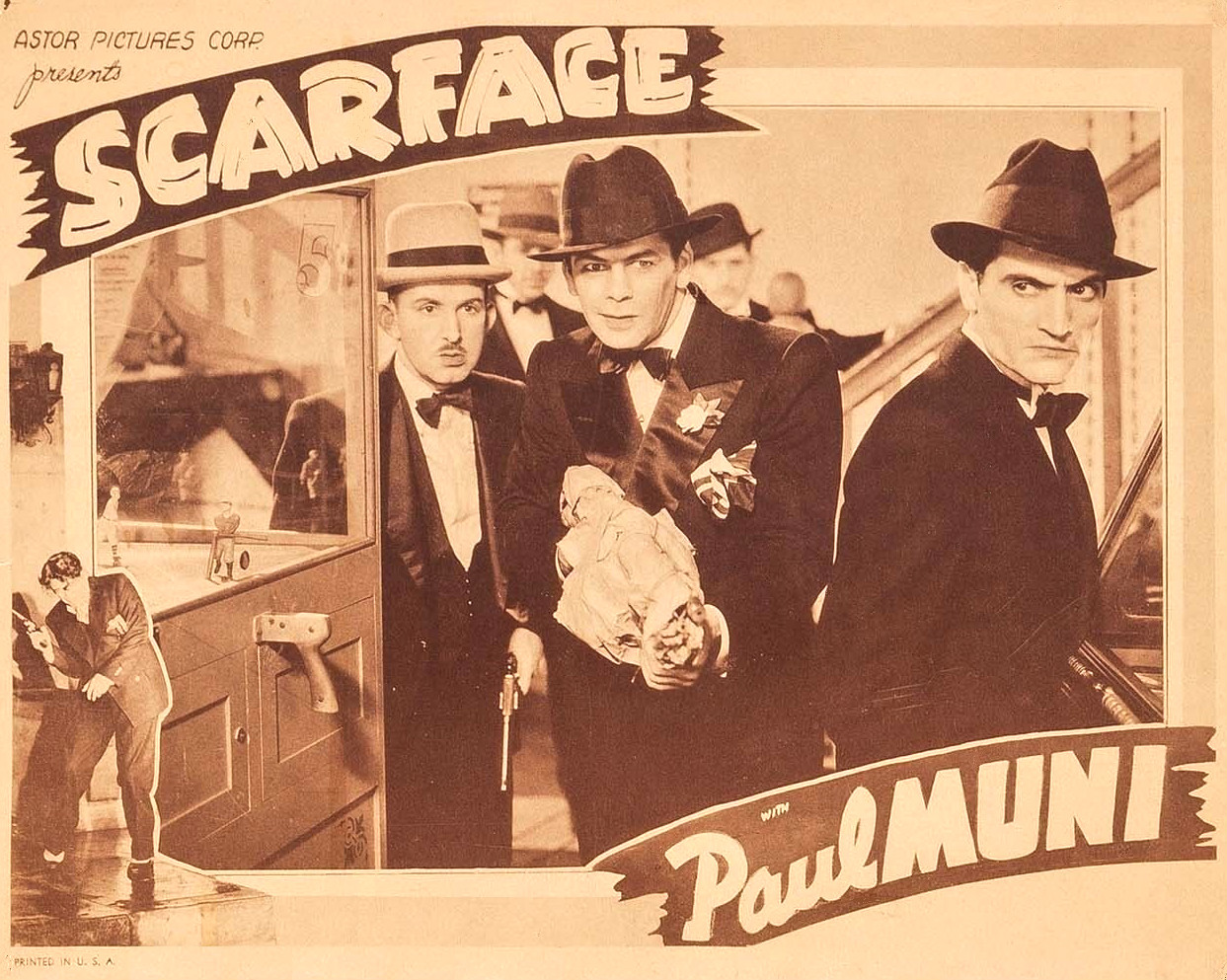
ملصق فيلم الوجه ذو الندبة إنتاج عام 1932

### عقد الأربعينات

فيلم الديكتاتور العظيم من إخراج تشارلي تشابلن يعتبر من أفضل الأفلام السياسية الأمريكية، وفيه توبيخ للقائد الألماني هتلر

فترة الاربعينيات تعتبر الفترة المفصلية في تاريخ الإنسانية بسبب التغيرات نتجتها الحرب العالمية الثانية التي أدت إلى تغير العالم من ناحية التكنولوجيا والمعمار وابتكار المعادلات الرياضية المشفرة وحتى ظهور فلسفات جديدة… صاحب ذلك كله أيضا تغيير نحو الأفضل في السينما، أي نظرة جديدة لها. فكان معظم أفلام الأربعينيات أفلام بوليسية وأفلام مقتبسة عن روايات وأفلام واقعية تتحدث عن السياسة وعالم الحروب، مثل: الحذاء الأحمر، عناقيد الغضب، الديكتاتور العظيم، لص بغداد والنهر الاحمر

### عقد الخمسينات
لقد شكلت هذه الفترة نقلة نوعية في عالم سينما الجريمة بشكل كبير أدى إلى حدوث تغييرات جذرية، ويعود ذلك على لظهور مجموعة من أكبر المخرجين على مر التاريخ، وابرزهم وبلا شك ألفريد هتشكوك والذي عمل على تطوير وخلق أهم الأسس في أفلام العصابات وطور مبادئ جديدة في الاخراج لازالت تدرس حتى هذا الوقت في أهم المعاهد السينمائية، ولا يخفى علينا أيضا مجموعة أخرى من ابرز الأسماء، مثل: هاورد هوكس وبيلي وايلدر والمخرج الألماني الكبير فريتز لانغ، الذي أخرج إثنين من أجمل وأرقى افلام الجريمة في تاريخ أوروبا كلها، وبالطبع المخرج الياباني أكيرا كوروساوا، وبالإضافة إلى ذلك فقد تطورت في هذه الفترة الأدوات والوسائل السينمائية بشكل كبير سواء اكان ذلك في طرق التصوير والتأثيرات البصرية وإدخال الصوت إلى الأفلام وبالإضافة إلى توفر القدرات المالية المطلوبة، قادت إلى ظهور كم لا بأس به من أفلام لا زالت خالدة على مر التاريخ سواء الأمريكية منها أو الأوروبية أو الآسيوية
وقد شهدت هذه الفترة علو نجم العديد من الممثلين، مثل: فريدي ماكموراي وهمفري بوغارت وجورج أوبرين
ويعد فيلم آل كابوني من أبرز أفلام العصابات والجريمة. تم إنتاجه عام 1959 ويمثل حياة رئيس المافيا الإيطالية آل كابوني

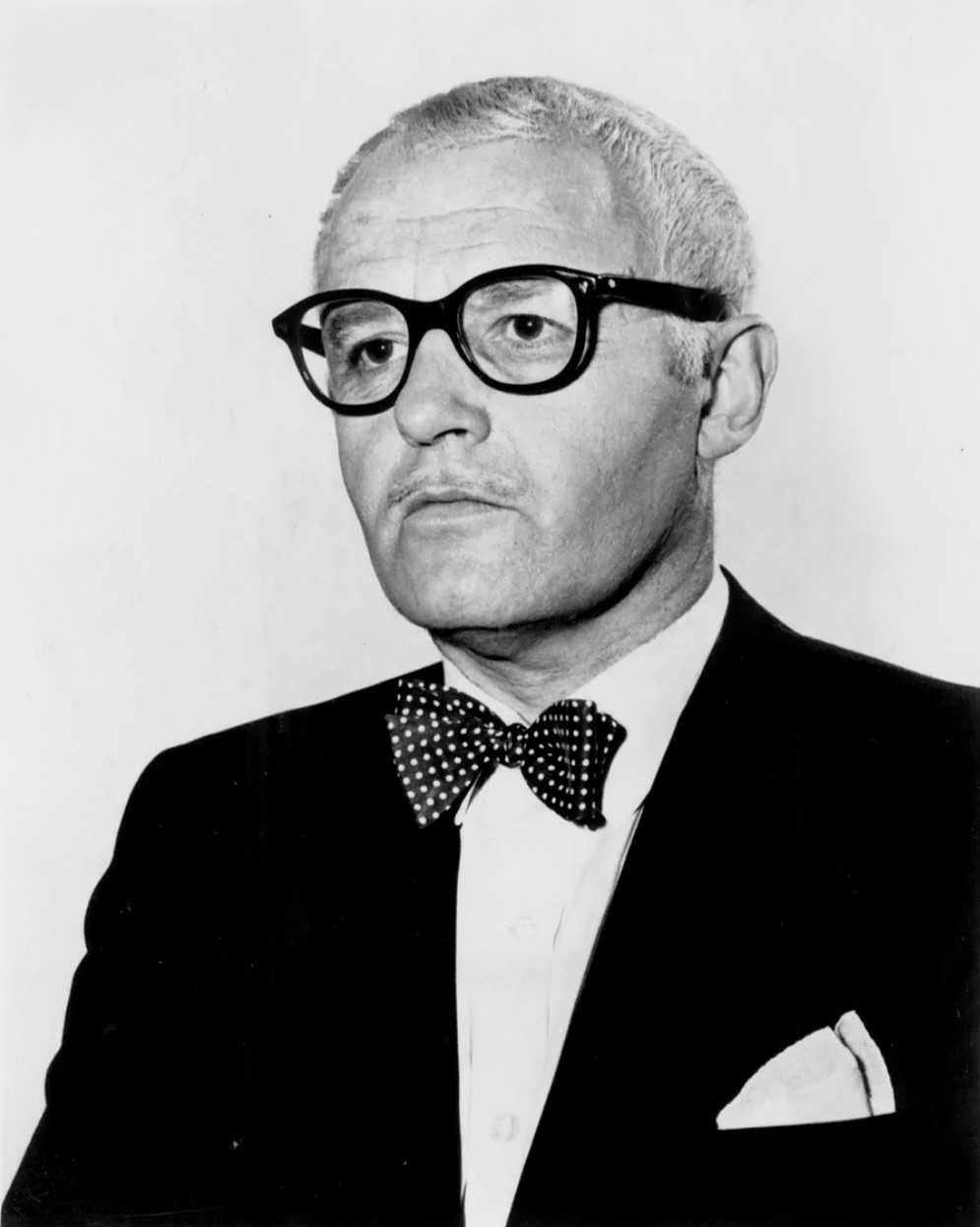
رود ستايغر عام 1959 في فيلم آل كابوني

### عقد الستينات
بعدما مثل رود ستايغر عام 1959 فيلم آل كابوني ذاعت صيته وأصبح معروف في عالم الفن فقام بتمثيل شخصية الزعيم الفاشي الإيطالي بينيتو موسوليني في فيلم آخر أيام موسوليني. ونال رود ستايغر العديد من الجوائز، مثل: جائزة غولدن غلوب لأفضل ممثل - فيلم دراما، جائزة الدب الفضي، جائزة الأوسكار لأفضل ممثل. كما ظهر الممثل باول سكوفيلد في فيلم رجل لكل العصور وهو فيلم جريمة نال ست جوائز أوسكار يتحدث عن عقوبة الإعدام وهو مستوحى من مسرحية تحمل نفس العنوان. كما ظهرت عدة أفلام عصابات حربية لعمر الشريف في عقد الستينات المأخوذة من السير الذاتية للشخصيات المهمة، مثل: فيلم لورنس العرب الذي مثل فيه حرب العصابات في منطقة جنوب الأردن فترة الحرب العالمية الأولى وهو مأخوذ من قصة وشخصيات حقيقية وفيلم تشي الذي مثل فيه عمر الشريف حياة تشي جيفارا وفيلم جنكيز خان الذي يحكي قصة الفاتح المغولي جنكيز خان

ملصق فيلم لورنس العرب الذي صدر عام 1962

### عقد السبعينات
كان عقد السبعينات من القرن العشرين حافلاً بالعديد من أفلام العصابات والمافيا القوية التي كانت معظمها أفلام أل باتشينو. وهناك العديد من أفلام العصابات القوية، مثل: بوني وكلايد، العراب الجزء الأول، العراب الجزء الثاني وعصر يوم قائظ.
- بوني وكلايد وهو قصة حقيقية لعصابة قامت بسرقة عدة بنوك أثناء الأزمة الاقتصادية في أمريكا خلال ثلاثينيات القرن الماضي؛ وكيفية هروبهم من الشرطة ثم اختفائهم عن الأنظار محققين شهرة واسعة حيث كانت الصحافة تتبع جرائمهم، وكان الناس في شوق لمعرفة أخبارهم حتى تم اغتيالهم في النهاية نتيجة خيانة أحد الأصدقاء لهم والوشاية بهم.[4]
- فيلم العراب الجزء الأول الذي يعرض قصة عائلة المافيا الإيطالية كورليوني إحدى أقوى عائلات المافيا الإيطالية من سنة 1945 ويوضح ما قامت به في نيويورك والمتورطة بأعمال إجرامية مختلفة كإدارة نوادي القمار والبغاء إلا أن علاقات زعيم العائلة دون فيتو كورليوني (مارلون براندو) بشخصيات سياسية هامة قد منحته نفوذا قويا ومنح أعمال عائلته تغطية حيث يلجأ إليه الناس لحمايتهم ومساعدتهم بمشكلاتهم وبذلك هو يؤدي خدمه لأصحابه من خلال هذه العلاقات السياسية والاجتماعية، غير أن هذه العلاقات تتأثر بعد رفضه لطلب سالازو بحمايته وأعماله في تجارة المخدرات لقاء مبلغ كبير من المال مما يدخل العائلة في حرب مع بقية العائلات فيتدخل للمساعدة وإنقاذ العائلة من الدمار الابن الأصغر وهو دون مايكل (آل باتشينو) الذي كان ضابطا في البحرية الأمريكية إبان الحرب العالمية الثانية والذي كان لا يريد أن يشارك في أعماله مع العائلة أو يتورط في أعمالهم لكنه يضطر للانضمام إلى العائلة بعد مقتل أخيه سوني (جيمس كان) ويثأر له من العائلات الأخرى التي ساهمت في اغتياله ويصفي حساباتها كلها ويعيد للعائلة هيبتها ومكانتها بالمجتمع.
- فيلم العراب الجزء الثاني ويعد تكمله للجزء الأول من فيلم العراب، أخرجه المخرج الأمريكي فرانسيس فورد كوبولا عام 1974 وهو من بطولة آل باتشينو وروبرت دي نيرو.

يعتبر ثالث أفضل فيلم في تاريخ السينما، وهنا يظهر في الفيلم مسيرة فيتو كورليوني منذ الطفولة حتى أصبح زعيما لأكبر العصابات في الولايات المتحدة، وفي الوقت نفسه يكمل مسيرة مايكل الابن الذي حل مكان أبيه.

ملصق فيلم العراب الجزء الثاني

- فيلم عصر يوم قائظ رغم من أنه رُشح لجوائز مهمة، فإن فيلم عصر يوم قائظ فاز بجائزة أوسكار واحدة، وفشل في الحصول على جائزة غولدن غلوب. سطر «أتيكا! أتيكا!» الذي يقوله ال باتشينو في الفيلم مشيراً إلى تمردات سجن أتيكا، أصبح مقتبساً بكثرة، وحل في المرتبة السادسة والثمانين في قائمة معهد الفيلم الأمريكي

ملصق فيلم عصر يوم قائظ

- فيلم الوادي الأخير الذي يروي أحداث حرب الثلاثين عام في أوروبا وهو بطولة عمر الشريف.
- فيلم اللدغة الذي حقق نجاحاً ساحقاً سنة إصداره محققاً أرباحاً تجاوزت 160,000 دولار وحاصدا العديد من الجوائز من بينها 7 جوائز أوسكار لأفضل فيلم ولأفضل إخراج، ويعتبر الفيلم من أهم الأفلام برأي العديد من النقاد.

### عقد الثمانينات
في عام 1983 أنتجت طبعة جديدة من فيلم الوجه ذو الندبة لكن لم يكن إستقبالاً حسناً، ولكن مع مرور الوقت نظر الجمهور إليه على أنه فيلم كلاسيكي من نوع الغوغاء.

ملصق فيلم الوجه ذو الندبة الذي أنتج عام 1983

كما أنتجت عدة أفلام قوية، مثل: فيلم المهمة، الحرارة الحمراء، ملك نيويورك، بريداتور ونادي القطن.
وأطلق سيرجيو ليون فيلم عصابات دراما وهو فيلم حدث ذات مرة في أمريكا، بطولة الممثل العملاق الإيطالي روبرت دي نيرو وجيمس وودز.
على الرغم من أن إطلاق سراح فيلم قص الولايات المتحدة كان فشلاً حرجاً وتجارياً، إلا أن الإصدار قص أوروبي وقص المدير كانا نجاحين حاسمين واستعادت دعاية وسمعة.
في أواخر الثمانينات، أنتج فيلم من إخراج براين دي بالما وهو فيلم الممنوع لمسهم، تحدث الفيلم عن إسقاط آل كابوني، يعتبر الفيلم حسب بعض النقاد من أجمل أفلام العصابات
في عقد الثمانينات دخل الممثل العملاق روبيرت دي نيرو إلى عالم العصابات مع أل باتشينو ليصبحا أقوى ممثلين لأفلام العصابات

### عقد التسعينات
أنتج في التسعينيات عدة أفلام غوغائية شهيرة، كان الكثير منها مرتكزاً على جرائم حقيقية ومرتكبيها. العديد من هذه الأفلام ظهرت الجهات الفاعلة منذ فترة طويلة معروفة لأدوارها، مثل آل باتشينو، روبرت دي نيرو، جو بيشي وتشاز بالمينتيري.
وكان أبرزها فيلم غودفيلاز، إخراج مارتن سكورسيزي وبطولة روبرت دي نيرو وجو بيشي وراي ليوتا، يتحدث الفيلم عن عائلة الجريمة لوشيس هنري هيل. تم ترشيح الفيلم لست جوائز أكاديمية من جميع الفئات، بما في ذلك أفضل صورة وأفضل مخرج وأفضل ممثل، مما جعل غودفيلاز فيلم من أفلام الجريمة الأكثر انتقاداً في كل العصور.
بعد تعاون مارتن سكورسيزي وروبيرت دي نيرو وجو بيشي في غودفيلاز، إجتمعوا مرة أخرى عام 1995 في فيلم كازينو، يتحدث الفيلم عن روثشتاين وهو مدير نادي للقمار تم تعيينه من قبل المافيا للأشراف على أحد النوادي التابعة لها في لاس فيجاس خلال السبعينات والثمانينات. يعد فيلم كازينو الفيلم الثالث في عقد التسعينات لروبرت دي نيرو الذي يتحدث عن عالم المافيا والعصابات، بعد غودفيلاز الذي تم إنتاجه عام 1990 وبرونس تال الذي تم إنتاجه 1993. مما جعله ممثل بارز في عالم المافيا في السينما الأمريكية

ملصق فيلم العراب الجزء الثالث الذي أنتج عام 1990

كما استأنف آل باتشينو الأدوار في نوع أفلام الجريمة والعصابات خلال التسعينات، مما أعاد تمثيله بشخصية مايكل كورليوني في العراب الجزء الثالث عام 1990. ويعد الفيلم بمثابة الدفعة النهائية في ثلاثية العراب، عندما قام مايكل كورليوني بإضفاء الشرعية على عائلة كورليون في حياتها المهنية.
وفي عام 1993، لعبت آل باتشينو دور البطولة في فيلم طريق كارليتو يتحدث الفيلم عن عصابة في السجن ويتعهد آل باتشينو بالذهاب إليها مباشرة.
وفي عام 1997 لعب آل باتشينو دور البطولة مع جوني ديب في فيلم دوني براسكو وهو يتحدث عن القصة الحقيقية لعامل مكتب التحقيقات الفدرالي السري المستقيل جوزيف بيستون وتسلله لعاصابة المافيا بونانو الموجودة في مدينة نيويورك خلال السبعينيات. وقد رشح الفيلم لجائزة الأوسكار لأفضل سيناريو مقتبس

### عقد 2000
استمر عقد 2000 في إنتاج أفلام قوية نالت أرقام هائلة في شباك التذاكر والتي قام بتمثيلها ممثلون رفيعو المستوى، مثل: فيلم الطريق إلى الهلاك (بالإنجليزية: Road to Perdition) وهو فيلم أمريكي أنتج عام 2002 من إخراج سام مينديز وقصته هي من رواية مصورة تحمل نفس الاسم من قبل ماكس آلان كولينز، الفيلم بطولة توم هانكس، بول نيومان، جود لو ودانيال كريغ. وقصة الفيلم تأتي من المؤامرة التي حصلت في عام 1931، خلال فترة الكساد، عندما قام أحد عناصر المافيا وإبنه في الانتقام ضد الشقي الذي قتل بقية أفراد أسرتهم. وقد حظي الفيلم السينمائي، والأداء، والعروض القيادية التي قام بها بول نيومان وتوم هانكس بقبول جيد من قبل النقاد.
وفي عام 2006، عاد المخرج مارتن سكورسيزي إلى هذا النوع من أفلام الغوغاء في فيلم المغادرون (بالإنجليزية: The Departed)، من بطولة ليوناردو دي كابريو، مات دامون، جاك نيكلسون، مارك والبيرغ ومارتن شين. ويأتي الفيلم في بوسطن، ويتبع الفيلم حياة مزدوجة متوازية من الضابط السري ويليام كوستيجان جونيور، الذي تسلل إلى فرانك كوزيلو، وكولن سوليفان الذي كان يعمل في ولاية ماساتشوستس. وبعدها تأتي العصابات الشهيرة من ويتي بولجر والعامل الفاسد فبي جون كونولي، الذي نشأ مع بولجر. وقد نال فيلم المغادرون العديد من الجوائز، بما في ذلك أربعة جوائز الأوسكار في جوائز الأوسكار ال 79: أفضل صورة، وأفضل مخرج (سكورسيزي)، وأفضل سيناريو مقتبس وأفضل فيلم التحرير. تم ترشيح مارك والبيرغ لأفضل ممثل مساعد
في عام 2004 تم إنتاج فيلم رجل على النار (بالإنجليزية: Man on Fire) من بطولة الممثل العملاق دنزل واشنطن وتدور فيه قصة الفيلم حول حوادث الاختطاف التي تحدث في المكسيك من العصابات والتي تستهدف الأغنياء.
وفي عام 2009، تم إنتاج فيلم أعداء الشعب (بالإنجليزية: Public Enemies)، وهو فيلم أمريكي عن جريمة السير الذاتية، إخراج مايكل مان، يتحدث الفيلم عن السنوات الأخيرة من السارق المصرفي الشهير جون ديلينجر، حيث يتبعه وكيل مكتب التحقيقات الفدرالي (ميلين بورفيس)، وعلاقته مع بيلي فريشيت

فيلم أعداء الشعب تم إنتاجه عام 2009 من بطولة جوني ديب

وفي عام 2002 تم إنتاج فيلم عصابات نيويورك (بالإنجليزية: Gangs of New York)، من إخراج سكورسيزي، كان أول فيلم يتحدث عن العصابات الايرلندية في القرن التاسع عشر.
وقد التقى فيلم غومورا الإيطالي لعام 2008 بشهرة كبيرة في عرضه الأول في أمريكا الشمالية. تم إخراج الفيلم من قبل ماتيو غاروني، تدور فصة الفيلم استنادا إلى كتاب روبرتو سافيانو الذي يصور اليوم الحديث من عائلة الجريمة كازاليسي في منطقة كامبانيا جنوب إيطاليا. ويتبع الفيلم خمسة مؤامرات مستقلة من الناس تتأثر حياتهم بالجريمة المنظمة في نابولي وكاسيرتا. على الرغم من عدم تمثيل إيطاليا في فئة أفضل فيلم للغات الأجنبية في جوائز الأوسكار، لا يزال فيلم غومورا واحد من أفلام المافيا الأكثر بروزا من السينما الإيطالية
وفي عام 2007 قدم دنزل واشنطن فيلم رجل عصابة أمريكي (بالإنجليزية: American Gangster) وهو يتحدث عن فترة بداية السبعينات عندما إرتفع فساد الشرطة في نيويورك إلى حد أسطوري من جهة أخرى واصلت الحرب في فيتنام حصدها لأرواح الجنود الأمريكان وهذا ما سبب نوعاً ما في انتشار مهول لمستعملي المخدرات في البلاد، فأصبحت المافيا هي المسيطر الوحيد على الشارع في المدينة وكانت تدفع للقضاة والمحامين وأعضاء الشرطة من أجل السماح لهم ببيع المخدرات بشكل مريح.

### عقد 2010
واصل المخرجين في عقد 2010 في جلب أفلام جديدة تضم كلا من الحروب وحوادث المافيا الحقيقية بعد الحرب العالمية الثانية
وفي عام 2012 تم إنتاج فيلم خارجون عن القانون (بالإنجليزية: Lawless) تدور أحداث الفيلم استناداً إلى رواية مقاطعة ويتست في العالم الفيلم يتبع ثلاثة من الأشقاء الذين يديرون أعمال غير شرعية. الفيلم من إخراج روبن فليشر، ومن بطولة شيا لابوف، توم هاردي، غاي بيرس، جيسيكا جاستاين وغاري أولدمان

ملصق فيلم المعادل

في عام 2014 تم إنتاج فيلم المعادل (بالإنجليزية: The Equalizer) وهو فيلم حركة وإثارة من إخراج أنطوان فوكوا وكتابة ريتشارد وينك. الفيلم من بطولة دنزل واشنطن وكلوي غرايس موريتز ومارتون كسوكاس وديفيد هاربر وبيل بولمان وميليسا ليو. يتحدث الفيلم عن عصابات روسية متواجدة في أمريكا يقوم دنزل واشنطن بمحاربتها